# 小泉ニロ (アルバム)
『小泉ニロ』（こいずみ - ）は日本の歌手、小泉ニロのアルバム。

## 内容
3枚のカバー・アルバム「Bossa@NILO」シリーズを経て、初の全曲オリジナル楽曲となった本作は、大野愛果、Yoko Blaqstoneによる作曲楽曲を2曲ずつ収録している。「窓」は朝日放送制作・テレビ朝日系「朝だ!生です旅サラダ」10月〜12月度エンディングテーマ。

## 批評
CDジャーナルは「ボサのときの心地よさはそのままに、より等身大の彼女自身が浮かび上がってくる見事な小気味よさ」と評した。

## 収録曲
1. 中心部
作詞・作曲：小泉ニロ　編曲：岡本仁志
2. 窓
作詞・作曲：小泉ニロ　編曲：小林哲
3. 雨の日、ボーイフレンド
作詞：小泉ニロ　作曲：Yoko Blaqstone　編曲：大橋雅人
4. くだらない人生
作詞：小泉ニロ　作曲：大野愛果　編曲：小林哲
5. 結び
作詞：小泉ニロ　作曲：Yoko Blaqstone　編曲：浜崎祐吏
6. だんらん
作詞：小泉ニロ　作曲：大野愛果　編曲：大楠雄蔵
7. あなたの日記には
作詞・作曲：小泉ニロ　編曲：大橋雅人
8. 損なう
作詞・作曲：小泉ニロ　編曲：浜崎祐吏
9. 8：2 〜even as〜
作詞・作曲：小泉ニロ　編曲：浜崎祐吏

## 参加ミュージシャン
- 大賀好修 - ギター(#3, 6, 7)
- 岡本仁志（GARNET CROW） - ギター(#1)
- 古賀和憲 - ギター(#2, 4, 8, 9)
- 大橋雅人（FEEL SO BAD） - ベース(#3, 7)
- 車谷啓介（三枝夕夏 IN db） - パーカッション(#6, 9)
- 大楠雄蔵 - キーボード(#6)
- 小林哲 - ピアノ(#2,4)